# Drew Bannister
Drew Bannister (* 9. April 1974 in Belleville, Ontario) ist ein ehemaliger kanadischer Eishockeyspieler und derzeitiger -trainer, der im Verlauf seiner aktiven Karriere zwischen 1990 und 2012 unter anderem 176 Spiele für die Tampa Bay Lightning, Edmonton Oilers, Mighty Ducks of Anaheim und New York Rangers in der National Hockey League (NHL) auf der Position des Verteidigers bestritten hat. Zuletzt fungierte er von Dezember 2023 bis November 2024 als Cheftrainer der St. Louis Blues in der NHL.

## Karriere
Seine Karriere begann Drew Bannister 1990 bei den Sault Ste. Marie Greyhounds, für die er bis 1994 in der Ontario Hockey League spielte. Die darauf folgenden zwei Spielzeiten verbrachte der Verteidiger bei Atlanta Knights in der International Hockey League (IHL), bis er schließlich erste Einsätze beim Kooperationspartner Tampa Bay Lightning in der National Hockey League erhielt und schließlich ganz in der höchsten nordamerikanischen Profiliga blieb. Während der Saison 1996/97 wechselte der Kanadier zu den Edmonton Oilers, die er wiederum im Lauf der folgenden Spielzeit in Richtung Mighty Ducks of Anaheim verließ.
Im Spieljahr 1998/99 bestritt Bannister zunächst 21 NHL-Spiele für seinen ehemaligen Arbeitgeber aus Tampa, bevor er für den Rest der Saison in die IHL zu den Las Vegas Thunder abgegeben wurde. Die nächsten zwei Spielzeiten lief der Abwehrspieler für das Hartford Wolf Pack in der American Hockey League (AHL) auf, bis er 2001 nochmals drei Spiele für die New York Rangers in der NHL bestritt. Nachdem er zu Beginn der Spielzeit 2001/02 30 Spiele in Nordamerika für die Cincinnati Mighty Ducks und zusätzlich noch ein Spiel für die Mighty Ducks aus Anaheim absolviert hatte, wechselte Drew Bannister für zwei Spielzeiten in die finnische SM-liiga. Dort spielte der Kanadier zunächst für Oulun Kärpät, mit denen er in der Saison 2002/03 finnischer Vizemeister wurde. Nach diesem Erfolg wechselte er zu den Espoo Blues, mit denen er in den folgenden Play-offs jedoch bereits in der ersten Runde ausschied.
Nach Deutschland kam Drew Bannister zur Saison 2004/05 und spielte zunächst ein Jahr für die Nürnberg Ice Tigers in der Deutschen Eishockey Liga. Zur folgenden Spielzeit wechselte der Verteidiger zu den Kassel Huskies. Mit den Huskies spielte er 2005/06 noch in der DEL, stieg jedoch am Ende der Spielzeit in die 2. Bundesliga ab. Am 25. April 2008 schoss Drew Bannister in der 74. Minute der Verlängerung des fünften Finalspiels der Zweitliga-Play-offs das entscheidende Tor zum sportlichen Wiederaufstieg in die Deutsche Eishockey Liga. Außerdem wurde der Kanadier in dieser Saison zum besten Verteidiger der Liga gekürt.
Bannisters Vertrag bei den Huskies galt bis zum Ende der DEL-Saison 2008/09 und wurde nicht verlängert. Daraufhin verpflichteten ihn im August 2009 die Ottawa Senators aus der National Hockey League per einjährigem Zwei-Wege-Vertrag. Der Verteidiger stand die gesamte Saison 2009/10 bei den Binghamton Senators aus der AHL auf dem Eis, ehe Bannister im November 2010 von den Hull Stingrays aus der Elite Ice Hockey League verpflichtet wurde. Bei diesen war er vorwiegend als Spieler tätig, übernahm aber auch die Aufgaben des Assistenztrainers und unterstützte Spielertrainer Sylvain Cloutier. Zudem war Bannister Assistenzkapitän der Stingrays. Im Juli 2011 vollzog der Verteidiger einen Transfer innerhalb der EIHL und schloss sich als Spielertrainer den Braehead Clan an.
Nach dem Ende der Spielzeit 2011/12 beendete der kanadische Verteidiger seine Spielerlaufbahn und wurde im Anschluss von den Owen Sound Attack aus der Ontario Hockey League als Assistenztrainer verpflichtet. Innerhalb der Liga wechselte er 2015 zu den Sault Ste. Marie Greyhounds, als deren Cheftrainer er 2018 mit der Matt Leyden Trophy sowie dem Brian Kilrea Coach of the Year Award als Trainer des Jahres ausgezeichnet wurde. Anschließend wurde er im Juni 2018 als neuer Cheftrainer der San Antonio Rampage aus der AHL vorgestellt. Als diese nach der Saison 2019/20 den Spielbetrieb einstellen, wurde er in gleicher Funktion von den Springfield Thunderbirds verpflichtet. Diese setzten in der folgenden Spielzeit 2020/21 jedoch vorerst vom Spielbetrieb aus. Im Dezember 2023 wurde er dann – im Zuge der Entlassung von Craig Berube – als Interims-Cheftrainer der St. Louis Blues vorgestellt, sodass er innerhalb der Organisation den Sprung zurück in die NHL schaffte. Im Mai 2024 unterzeichnete er dann einen Zweijahresvertrag bei den Blues, sodass er fest als Headcoach installiert wurde. Bereits im November 2024 allerdings wurde er in St. Louis entlassen und durch Jim Montgomery ersetzt, den die Boston Bruins erst wenige Tage zuvor freigestellt hatten.

## Erfolge und Auszeichnungen
| - 1991 J.-Ross-Robertson-Cup-Gewinn mit den Sault Ste. Marie Greyhounds - 1992 J.-Ross-Robertson-Cup-Gewinn mit den Sault Ste. Marie Greyhounds - 1992 Memorial Cup All-Star Team - 1993 Memorial-Cup-Gewinn mit den Sault Ste. Marie Greyhounds - 1993 Memorial Cup All-Star Team - 1994 OHL Second All-Star Team - 2000 Calder-Cup-Gewinn mit dem Hartford Wolf Pack | - 2008 Meister der 2. Bundesliga und Aufstieg in die DEL mit den Kassel Huskies - 2008 Bester Verteidiger der 2. Bundesliga - 2017 OHL Third All-Star Team (als Cheftrainer) - 2018 Matt Leyden Trophy - 2018 Brian Kilrea Coach of the Year Award - 2018 OHL First All-Star-Team (als Cheftrainer) |

### International
- 1994 Goldmedaille bei der Junioren-Weltmeisterschaft

## Karrierestatistik

### International
Vertrat Kanada bei:
- Junioren-Weltmeisterschaft 1994

(Legende zur Spielerstatistik: Sp oder GP = absolvierte Spiele; T oder G = erzielte Tore; V oder A = erzielte Assists; Pkt oder Pts = erzielte Scorerpunkte; SM oder PIM = erhaltene Strafminuten; +/− = Plus/Minus-Bilanz; PP = erzielte Überzahltore; SH = erzielte Unterzahltore; GW = erzielte Siegtore; 1 Play-downs/Relegation; Kursiv: Statistik nicht vollständig)